# Георги Тренев
Георги Тренев Тренев е български военен, полковник, и революционер, войвода на Вътрешната македоно-одринска революционна организация.

## Биография
Георги Тренев е роден 6 юни 1869 година в мелнишкото село Палат, тогава в Османската империя. Завършва Военното училище в българската столица София през 1891 година. Служи в Първи пехотен полк в София и във Втори артилерийски полк във Враца с чин капитан.
Включва се в националноосвободителните борби на македонските българи. В 1902 година, в навечерието на Горноджумайското въстание капитан Тренев излиза в редовен полагаем отпуск, а след изтичането му подава заявление за излизане в запас и участва във въстанието. В периода 6 септември 1903 – 18 януари 1904 г. е в запас. 
Поставя се на разположение на Задграничното представителство на ВМОРО. От май 1903 година започва подготовка на чета, която да замине за Македония, като събира пушки и боеприпаси от войската, а Кирил Пърличев подготвя хората. На 8 август по време на Илинденско-Преображенското въстание Тренев и Пърличев начело на чета от 40 души заминават за Македония, като подвойводи са им Вангел Георгиев от Солунско и Кирияк Димитров от Загоричани. Четата им е определена да действа във Воденско. Заедно с обединените чети през септември води сражения при Ново село, Кочанско. След това служи във втори артилерийски полк. Уволнява се на 7 септември 1915 г.
Георги Тренев участва във войните за национално обединение. Умира в 1947 година в София. Негов личен архивен фонд се съхранява в Държавна агенция „Архиви“.
- Обединената чета на Георги Тренев, Константин Кондов, Питу Гули, Ванчо Сърбака и други. С по-добро качество тук
- Обединените чети на Делчо Коцев, Христо Чернопеев, Петър Самарджиев, Панайот Байчев, Никола Жеков и Георги Тренев преди навлизането в Македония за Илинденското въстание
- Тренев като полковник

## Военни звания
- Подпоручик (2 август 1891)
- Поручик (2 август 1894)
- Капитан (15 ноември 1900)
- Майор (1910)
- Подполковник (1 февруари 1917)